# Марина Кар
Марина Кар (на английски: Marina Carr) е ирландска писателка и драматург.

## Биография и творчество
Марина Кар е родена на 17 ноември 1964 г. в Дъблин, Ирландия. През 1987 г. завършва литература и философия в Юнивърсити Колидж, Дъблин.
Сред най-известните ѝ пиеси са „Мей“ (1994 г.) и „Порша Кохлан“ (1996 г.), които са отличени с награди на Дъблинския театрален фестивал, което от друга страна им донася и международно признание. Най-големият успех на Марина Кар се обвързва с двата големи женски образа в пиесите „Мей“ и „Порша Кохлан“.
Други известни пиеси на Марина Кар са: „Ниско в мрака“ (1989 г.), „Капитулацията на сърната“ (1990 г.), „Това нещо, наречено любов“ (1991 г.), „Улалу“ (1991 г.), „На хълма на Рафърти“ (1996 г.).
Марина Кар е носител на наградата на името на Е. М. Форстър на Американската академия за изкуство и литература.
Живее в Дъблин.

## Произведения
- Plays One (1999)
- On Raftery's Hill (2000)
- Ariel (2002)
- Woman and Scarecrow (2006)
- Marble (2009)
- 16 Possible Glimpses (2011)